# 봄 (피에르 오귀스트 코트)
《봄》(프랑스어: Le Printemps, 영어: Springtime)은 프랑스의 화가 피에르 오귀스트 코트가 1873년에 캔버스에 그린 유화 작품이다. 이 작품은 뉴욕 메트로폴리탄 미술관에 소장되어 있다.

## 설명
《봄》은 코트가 1873년에 그린 그림이다. 이 그림은 1873년 파리 살롱에 처음 전시되었으며 당시 큰 호평을 받았다. 이 작품은 그의 가장 성공적이고 대표적인 작품이 되었으며 다른 매체로 자주 모사되기도 했다. 작품은 울창한 숲 또는 정원 한가운데 있는 그네에서 껴안고 있는 젊은 커플을 묘사하고 있다. 작품에는 자작나무, 붓꽃, 데이지, 나비가 함께 묘사되어 있다. 고전적인 복장을 입은 두 사람은 서로에게 매료된 듯 보이며 한 출처에 따르면 "첫사랑에 취한 것 같다"고 묘사되기도 한다.
이 그림은 장오노레 프라고나르가 1768년경에 그린 《그네》를 연상시킨다.